# Маргиани, Леван
Леван Маргиани (груз. ლევან მარგიანი, род. 1965, Тбилиси) — грузинский художник.

## Биография
Учился на факультете изобразительных искусств Тбилисской государственной академии художеств. Леван Маргиани активно выставляется с 1988 года. Впервые его работы были показаны общественности в рамках выставки студентов факультета изобразительного искусства Тбилисской академии художеств в «Доме художника», Тбилиси. Затем последовала выставка молодых художников в музее «Карвасла» в 1990 году; персональная выставка в галерее «Патмани» (1994 год); персональная выставка в Посольстве США (1998 год); персональная выставка в выставочном зале «Cour des Saints-Peres — 16» в Париже (1999 год); персональная выставка в галерее «Хоби» (2000 год); выставка работ в зале почетных гостей генерального комиссара Ехро-2000, в Ганновере, Германия (2000 год); выставка работ Левана Маргиани и Мераба Абрамишвили (1957—2006) в выставочном зале гостиницы «Хилтон», Никосия, Кипр (2001 год); персональная выставка в галерее «Ориент» в Тбилиси (2001 год);

Святой Иоанн, Бумага, Темпера, Эмульсия.; Выставка в галерее «Байя», Тбилиси, 2010

выставка грузинских художников в галерее «OPUS-39», Никосия, Кипр (2002 год);Благотворительный аукцион грузинских художников совместно с «Doyle», Нью-Йорк, США (2005 год); персональная выставка в галерее «Шарден» в Тбилиси (2006 год); персональная выставка в галерее «Бая» в Тбилиси (2010 год).